# 隔壁的男孩殺過來
是一部於2015年上映的美國情色驚悚片電影，羅伯·柯漢執導，芭芭拉·柯瑞編劇。珍妮佛·洛佩茲主演，其他演員包含萊恩·高斯曼、約翰·科貝特、伊恩·尼爾森及克莉絲汀·錢諾維斯等人。
一位前刑事律師芭芭拉·柯瑞撰寫了劇本，其靈感來自於她的生活經驗。布倫屋製片公司投資並參與電影的製片工作，並於2013年年底在洛杉磯及加利福尼亞攝影，為期23天。電影在2015年1月23日由環球影業於美國上映，並收穫普遍影評人的負面評價，但卻於票房方面上獲得成功，總收入超越預算達13倍。而後藍光及DVD版本皆在同年4月28日發布。

## 劇情
克萊爾·彼得森（珍妮佛·洛佩茲 飾演）是一位高中老師，在和丈夫蓋瑞特（約翰·科貝特 飾演）分居的同時，她與剛搬進來的鄰居諾亞·桑德伯恩（萊恩·高斯曼 飾演）發生了一夜情。但在醒來後，克萊爾才發現自己犯下嚴重的錯誤，且不停為自己的魯莽而道歉。此舉激怒了桑德伯恩，使他開始威脅克萊爾的家人，並以一夜情的證據對她展開一連串的脅迫……

## 角色
- 珍妮佛·洛佩茲 飾演 克萊爾·彼得森
- 萊恩·高斯曼 飾演 諾亞·桑德伯恩
- 伊恩·尼爾森 飾演 凱文·彼得森
- 約翰·科貝特 飾演 蓋瑞特·彼得森
- 克莉絲汀·錢諾維斯 飾演 維琪·蘭辛
- 萊克西·阿特金斯 飾演 艾莉·卡拉漢
- 希爾·哈珀（英语：Hill Harper） 飾演 愛德華·沃倫校長
- 特拉維斯·休特（英语：Travis Schuldt） 飾演 伊森
- 布萊恩·馬洪尼 飾演 庫珀
- 亞當·希克斯 飾演 傑森·季默
- 弗朗克西斯·周 飾演 約翰尼·周偵探
- 貝里·蔡斯 飾演 班尼

## 發行
該片的預告片於2014年9月8日發布。《隔壁的男孩殺過來》於2015年1月23日發行，片長約為90分鐘，MPAA以「暴力，色情內容/裸露和粗口」為由給予該片R級。

### 評價
《隔壁的男孩殺過來》收穫了普遍影評人的負評。根據爛蕃茄上收集的122篇專業影評文章，其中僅12篇給出了「新鮮」的正面評價，「新鮮度」為10%，平均得分3.3分（滿分10分）。而基於另一影評網站Metacritic上的33篇評論文章，其中2篇予以好評，21篇差評，10篇褒貶不一，平均分為30（滿分100）。據CinemaScore調查，觀眾的平均評價於A+至F間落於「B-」。

### 票房
在北美，電影於2,602家劇院首映，根據估計，《隔壁的男孩殺過來》能在該週末進帳1,200萬至1,500萬美元。最終，首映當天共收穫570萬美元，已遠超越其預算。週末總額為1,490萬美元，位居第二，且票房明顯高過其他剛上檔的電影。《好萊塢報導》指出，該週45%的觀眾是西班牙裔，而就整體而言中的71%的觀眾是女性。電影成為洛佩茲生涯中，1月份上映電影的最高首映週票房，擊敗她的另一部浪漫喜劇作品《愛上新郎》（2001年），成績為1,350萬美元。除此之外，《隔壁的男孩殺過來》也是她的驚悚片作品之中，首週進帳票房最高的電影，領先《超感應頻率》（2001年，920萬美元）、《追情殺手》（2002年，1,400萬美元）及《偷天派克》（2013年，700萬美元）。此外，這也是洛佩茲繼2005年電影《野獸婆婆》以來，最賣座的真人電影之首週票房。最終，《隔壁的男孩殺過來》在美國的總票房為3,540萬美元，加上其他地區的1,960萬美元，全球共計5,500萬美元。

### 家庭媒體
《隔壁的男孩殺過來》於2015年4月28日發布藍光及DVD版本。其在美國的家庭媒體銷售方面共進帳680萬美元。

## 榮譽
| 年份   | 獎項        | 類別                   | 獲提名者             | 結果 |
| ------ | ----------- | ---------------------- | -------------------- | ---- |
| 2015年 | MTV電影大獎 | 最佳驚悚表演           | 珍妮佛·洛佩茲        | 獲獎 |
| 2016年 | 全美民選獎  | 最受歡迎劇情電影女演員 | 珍妮佛·洛佩茲        | 提名 |
| 2016年 | 全美民選獎  | 最受歡迎驚悚類電影     | 《隔壁的男孩殺過來》 | 提名 |
| 2016年 | 金酸莓獎    | 最差女主角             | 珍妮佛·洛佩茲        | 提名 |

## 外部連結
- 官方网站
- 互联网电影数据库（IMDb）上《The Boy Next Door》的资料（英文）
- Box Office Mojo上《The Boy Next Door》的資料（英文）
- 爛番茄上《The Boy Next Door》的資料（英文）
- Metacritic上《The Boy Next Door》的資料（英文）